# Merksplas
Merksplas este o comună din regiunea Flandra din Belgia. Suprafața totală a comunei este de 44,56 km². La 1 ianuarie 2008 comuna avea 8.321 locuitori. 
Merksplas se învecinează cu comunele Hoogstraten, Baarle-Hertog, Turnhout, Rijkevorsel și Beerse din Belgia și cu comuna olandeză Baarle-Nassau.

## Localități înfrățite
- Spania: Torrelodones;
- Polonia: Grodzisk Wielkopolski.

1. ↑  Totale oppervlakte volgens het Kadasterregister, België, gewesten en provincies (în neerlandeză), Algemene Directie Statistiek[*]